# Baron Kilkeel

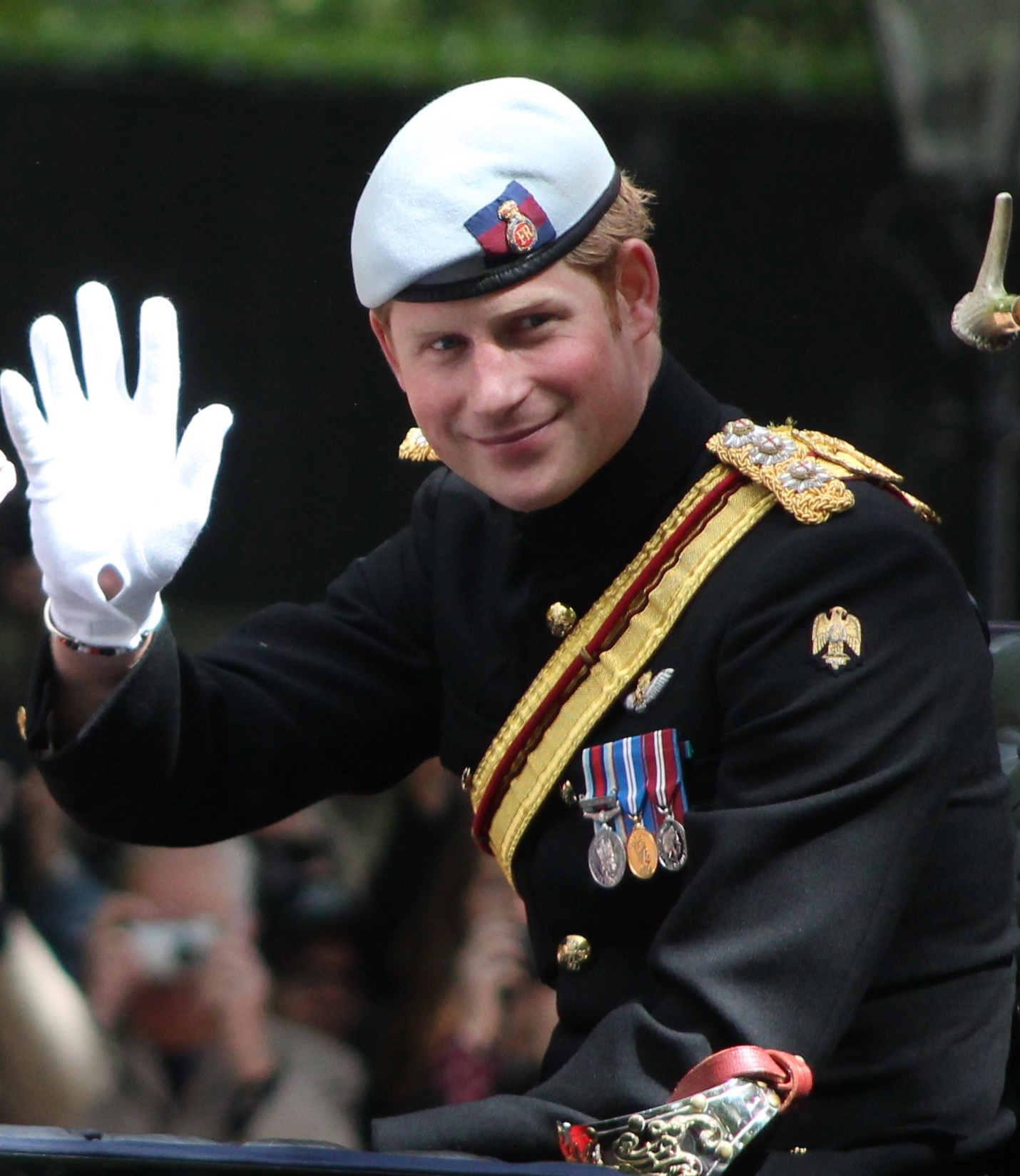
Prinz Harry, Duke of Sussex, der erste und amtierende Baron Kilkeel

Baron Kilkeel, of Kilkeel in the County of Down, ist ein erblicher britischer Adelstitel in der Peerage of the United Kingdom.

## Verleihung
Der Titel wurde durch Letters Patent am 16. Juli 2018 von Queen Elizabeth II. für ihren Enkel Prince Harry als ein nachgeordneter Titel zu den ihm gleichzeitig verliehenen Titeln Duke of Sussex und Earl of Dumbarton geschaffen. Die Verleihung erfolgte anlässlich seiner Hochzeit mit Meghan Markle am 19. Mai 2018. Er ist benannt nach der nordirischen Stadt Kilkeel. Traditionell erhalten männliche Mitglieder der britischen Königsfamilie anlässlich ihrer Heirat einen Adelstitel verliehen.

## Historischer Bezug
Vor 2018 gab es noch keinen mit Kilkeel verbundenen Adelstitel. Im Mittelalter war es Zentrum der Mugdorna (Múrna, Mughdorna, Mourne), eines gälisch-irischen Stammes. Kilkeel liegt in der Nähe der Mourne Mountains und ist Basis der größten nordirischen Fischereiflotte. 
Die Baronie wurde für Prince Harry als dessen nordirischer Titel geschaffen, um ihm aus jedem Landesteil einen Titel zu geben. 
Die Queen wählte den Titel aus.

## Liste der Barone Kilkeel (2018)
- Prince Harry, Duke of Sussex, Baron Kilkeel (* 1984)

Titelerbe (Heir Apparent) ist der Sohn des aktuellen Titelinhabers, Archie Mountbatten-Windsor (* 2019).